# Cuevas de Pindaya
Cuevas de Pindaya son un sistema de cuevas situado junto a la ciudad de Pindaya, estado de Shan, en Birmania (Myanmar). Es un lugar de peregrinación budista y una atracción turística situada en una cresta de piedra caliza en la región de Myelat. Hay tres "cuevas" en la cresta que se extienden de norte a sur, pero solo la cueva del sur pueden ser visitada y explorada. No se sabe con certeza si las otras dos cuevas penetran por una distancia larga en la ladera.